# Stanisław Majcher
Stanisław Majcher (ur. 27 października 1936 w Trzebownisku, zm. 17 listopada 2014 w Rzeszowie) – polski piłkarz, bramkarz.

## Życiorys
Syn Jakuba i Agnieszki. W pierwszej lidze grał w barwach w barwach Stali Rzeszów i Stali Mielec. W drugim z tych klubów w 1973 zdobył tytuł mistrza kraju. W reprezentacji Polski debiutował 11 września 1966 w spotkaniu z NRD, ostatni raz zagrał kilka miesięcy później. Łącznie w kadrze wystąpił w trzech meczach. Był pierwszym zawodnikiem rzeszowskich klubów powołanych do kadry Polski seniorów.
Zwyciężał w konkursie-plebiscycie „Nowin Rzeszowskich”, „Tempa” i WKKFiT (Wojewódzki Komitet Kultury Fizycznej i Turystyki) na najlepszego sportowca województwa rzeszowskiego (w tym za rok 1966).

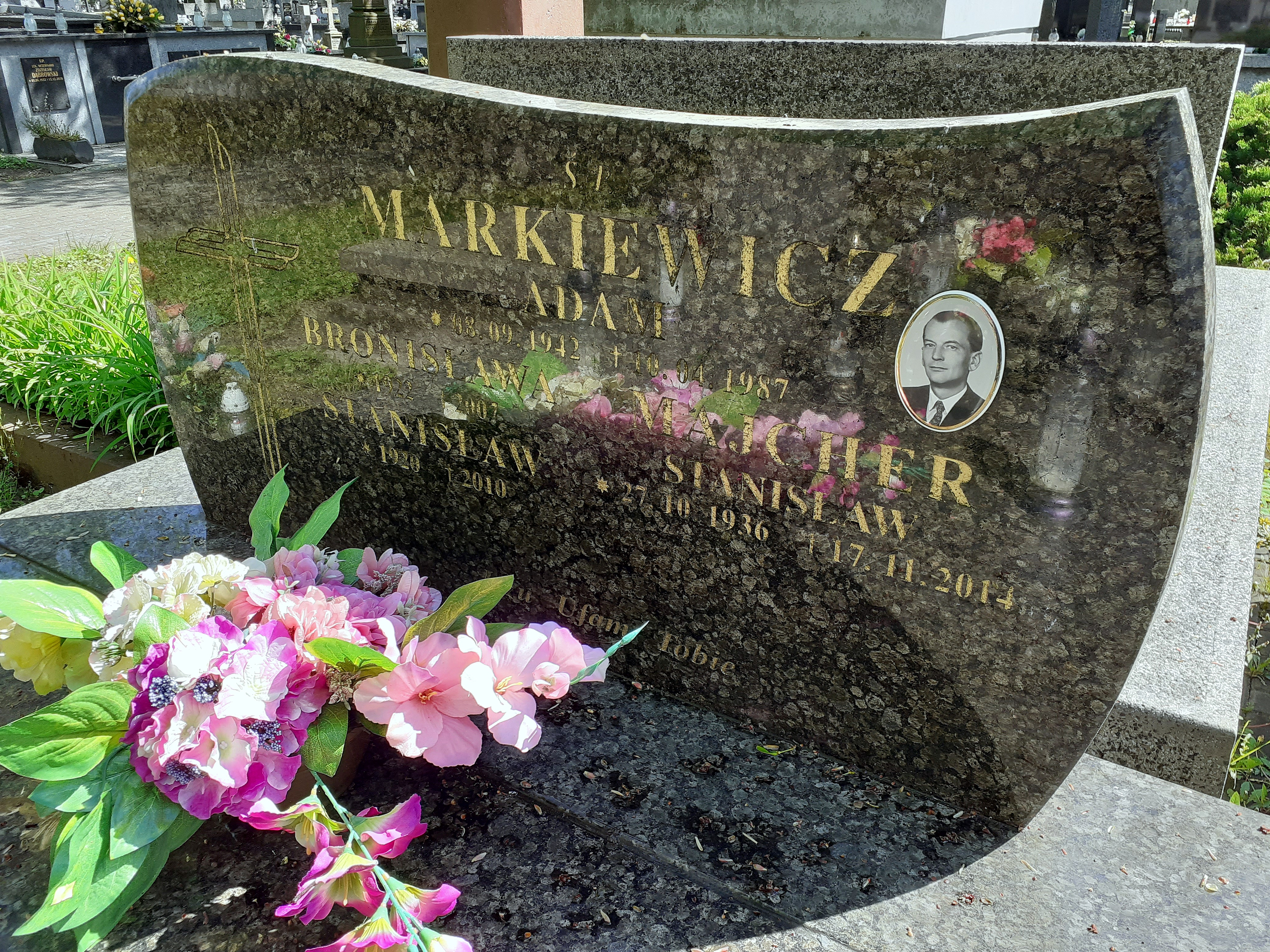
Grobowiec rodzinny Stanisława Majchera

Zmarł 17 listopada 2014. Został pochowany na cmentarzu Pobitno w Rzeszowie.